# Rolf Gumlich
Rolf Gumlich (* 1932) ist ein deutscher Journalist und Drehbuchautor, der heute vor allem für seine Arztserien bekannt ist.

## Leben
Von 1954 bis 1989 war Gumlich festangestellter Autor beim Rundfunk der DDR, wo er in zahlreichen Sendungen das Bild von der Bundesrepublik prägte. 1976 verfasste er zusammen mit Karl-Heinz Tesch das Feature Mit 17 hat man noch Träume. In Zeit, in Stein geschlagen berichtete Gumlich 1981 im Berliner Rundfunk über „Wohnungsnot, Kahlschlag-Sanierung und Polizeiterror“ in der Bundesrepublik. Im gleichen Jahr erschien mit Jockei Monika seine erste eigene Fernsehserie.
1987 schrieb Gumlich das Drehbuch zu der Serie Kiezgeschichten, die unter der Regie von Jens-Peter Proll fürs Fernsehen realisiert wurde. In einem Interview mit der Berliner Zeitung erzählt der Autor: „Die Geschichten beschäftigen sich vor allem mit den Hausbewohnern. Der Bauarbeiter Matti (Peter Reusse) ist eine der Hauptfiguren, die durch alle sieben Teile geht. Er findet schließlich auch die richtige Partnerin, sie wird von Jenny Gröllmann gespielt“.
Nach dem Mauerfall wechselte Rolf Gumlich vollständig zum Fernsehen. Sein Spezialgebiet sind Arztserien wie Für alle Fälle Stefanie (Sat.1).

## Filmografie
- 1980: Die Heimkehr des Joachim Ott (Fernsehfilm)

## Hörspiele und Features
- 1958: Der Geheimtransport – Regie: Helmut Molegg (Kinderhörspiel/Kurzhörspiel – Rundfunk der DDR)
- 1961: Mit Ralph Knebel: Einen großen Whisky für den Fisch – Regie: Fritz-Ernst Fechner (Hörspiel – Rundfunk der DDR)
- 1963: Mit Ralph Knebel: Zwischenbilanz – Regie: Helmut Hellstorff (Rundfunk der DDR)
- 1968: Verliebt über anderthalb Ohren – Regie: Horst Gosse (Kinderhörspiel – Rundfunk der DDR)
- 1974: Krach in Dagenow – Regie: Werner Grunow (Hörspiel – Rundfunk der DDR)
- 1975: Grischale – Regie: Barbara Plensat (Hörspiel – Rundfunk der DDR)

## Auszeichnungen
- 1963 Literaturpreis des FDGB